# Guy Paré
Guy Paré, il cui cognome è riportato anche come Poré, de Paré o de Paray (Guido Paraeus in latino; Regno di Francia, XII secolo – Gand, 30 luglio 1206), è stato un cardinale e arcivescovo cattolico francese, abate generale dell'Ordine cistercense. È venerato dall'ordine stesso e dalla Chiesa cattolica come beato.

## Biografia
Guy Paré nacque in Francia attorno alla metà del XII secolo. Nulla si sa delle sue origini e della sua vita prima dell'ingresso nell'Ordine cistercense.
Ordinato sacerdote in data sconosciuta, fu consigliere spirituale di Filippo II di Francia prima della sua partenza per la terza crociata nel luglio 1190. Nell'aprile 1194 fu nominato abate generale dell'Ordine, carica che mantenne fino al 1200.
Nel concistoro del settembre 1190, fu elevato al cardinalato da papa Clemente III, ricevendo il titolo di Santa Maria in Trastevere. In quanto cardinale, prese parte all'elezione papale del 1191 (in cui fu eletto papa Celestino III) e a quella del 1198 (in cui fu eletto papa Innocenzo III).
Nel 1200 fu consacrato cardinale vescovo della sede suburbicaria di Palestrina. Il 6 luglio 1204 fu inoltre nominato arcivescovo di Reims (pur mantenendo al contempo il titolo prenestino), prendendo effettivo possesso della sua nuova sede solo l'anno successivo. Inviato in più occasioni da Innocenzo III come legato pontificio nel Sacro Romano Impero per risolvere la lotta di successione al trono imperiale tra Ottone di Brunswick e Filippo di Svevia, morì di malattia (riportata dalle fonti come "peste") a Gand il 30 luglio 1206, nel corso di una di queste missioni. Il suo corpo fu inumato nel coro della chiesa dell'abbazia di Cîteaux.

## Venerazione
Guy Paré è registrato come beato nel martirologio cistercense col nome di "Guido II di Cîteaux", la cui ricorrenza si celebra il 20 maggio.

## Successione apostolica
La successione apostolica è:
- Arcivescovo Sigfrido II di Eppstein (1200)